# Mesorregión del Agreste Potiguar
La mesorregión del Agreste Potiguar es una de las cuatro mesorregiones del estado brasileiro del Río Grande del Norte y la tercera más populosa. Es formada por la unión de 43 municipios agrupados en tres microrregiones.
Esa mesorregión es la única en que ningún de los sus municipios es litoraleño.
Las ciudades importantes de esa mesorregión son São Paulo do Potengi, Juán Cámara y Santa Cruz.

## Microrregiones
- Agreste Potiguar
- Baixa Verde
- Borborema Potiguar